# トイロジック
株式会社トイロジック (Toylogic Inc.) は日本のゲームソフトウェア開発会社。ナムコ、キャビア出身の岳洋一により2006年設立。

## ゲーム作品
- 家庭用ゲーム機
  - 2008年 大乱闘スマッシュブラザーズX（Wii、任天堂、開発協力）
  - 2009年 Teenage Mutant Ninja Turtles: Smash-Up（英語版）（Wii、Ubisoft Entertainment、開発協力）
  - 2012年 新・光神話 パルテナの鏡（3DS、任天堂、開発協力）
  - 2012年 ドラゴンクエストX 目覚めし五つの種族 オンライン（Wii、スクウェア・エニックス、開発協力）
  - 2012年 PlayStation Home おしゃべりファーム（PS3、ソニー・コンピュータエンタテインメント、コンテンツ制作およびサービス運営）
  - 2012年 Happy Wars（英語版）[3]（Xbox 360・Xbox One・Windows、基本無料ゲーム）
  - 2014年 サイコブレイク（PS3・PS4・Xbox 360・Xbox One、ベセスダ・ソフトワークス、開発協力）
  - 2014年 機動戦士ガンダム エクストリームバーサス マキシブースト（アーケード、バンダイナムコゲームス、モーションデータ作成）
  - 2016年 ハッピーダンジョン[4]（Xbox One・PS4、トイロジック、基本無料ゲーム）
  - 2017年 ドラゴンクエストXI 過ぎ去りし時を求めて（3DS、スクウェア・エニックス、3DS版開発協力）[5]
  - 2019年 魂斗羅 ローグ コープス（PS4・Xbox One、Switch、Steam、コナミ）[6]
  - 2021年 ニーア レプリカント ver.1.22474487139...（PS4・Xbox One・Steam、スクウェア・エニックス）
  - 2023年 グリッチバスターズ：スタックオンユー（英語版）（PS4、Switch、Steam、Skybound Games）
  - 2023年 Warlander（英語版）（PS5、Xbox Series X|S、Steam、トイロジック）
  - 2024年 FOAMSTARS（PS5・PS4、スクウェア・エニックス）

- スマートフォン
  - 2013年 アプリ彼女（iOS・Android、トイロジック）[7]
  - 2016年 グリモン -あそんで極めよ！英単語（iOS、トイロジック）
  - 2018年 八百万クエスト（iOS・Android、トイロジック）
  - 2019年 シンゾウアプリ（iOS・Android、125Inc.、開発協力）